# تاکایا کاوانابه
تاکایا کاوانابه (انگلیسی: Takaya Kawanabe؛ زادهٔ ۲۲ دسامبر ۱۹۸۸) بازیکن فوتبال اهل ژاپن است.